# Blea Tarn (Eskdale)
Der Blea Tarn ist ein kleiner See oder Tarn an der Nordseite des Tals Eskdale im Lake District, Cumbria, England oberhalb des Haltepunktes Beckfoot der Ravenglass and Eskdale Railway.
Der See hat keinen erkennbaren oberirdischen Zufluss, sein Abfluss mündet im Fluss Esk. In unmittelbarer Nähe westlich des Sees liegen der Siney Tarn und der Blind Tarn.